# Greatest Hits (N.W.A)
Greatest Hits é um álbum de grandes êxitos do grupo de gangsta rap N.W.A. Foi lançado em 2 de julho de 1996 e contém as principais músicas da carreira do grupo que encerrou em 1991.

## Faixas
| #  | Canção                                | Duração |
| -- | ------------------------------------- | ------- |
| 1  | "Live Intro (1989)"                   | 2:20    |
| 2  | "Arrested (Insert)"                   | 0:47    |
| 3  | "Gangsta Gangsta"                     | 5:29    |
| 4  | "Fuck tha Police (Insert) (Explicit)" | 0:32    |
| 5  | "Fuck tha Police (Insert)"            | 5:42    |
| 6  | "Compton's in tha House (Live)"       | 2:08    |
| 7  | "Break Out (Live)"                    | 0:21    |
| 8  | "Straight Outta Compton"              | 4:26    |
| 9  | "If It Ain't Ruff"                    | 3:36    |
| 10 | "Real Niggaz"                         | 4:44    |
| 11 | "I Ain't tha 1"                       | 5:03    |
| 12 | "Alwayz Into Somethin'"               | 4:29    |
| 13 | "Don't Drink that Wine"               | 0:26    |
| 14 | "Just Don't Bite It"                  | 5:33    |
| 15 | "Cash Money (Insert)"                 | 0:20    |
| 16 | "Express Yourself (Remix)"            | 4:21    |
| 17 | "100 Miles and Runnin'"               | 4:35    |
| 18 | "A Bitch Iz a Bitch"                  | 3:15    |
| 19 | "Real Niggaz Don't Die"               | 3:42    |

Faixas bônus
| #  | Título       | Cantor                     | Duração |
| -- | ------------ | -------------------------- | ------- |
| 21 | "Chin Check" | N.W.A & Snoop Dogg         | 4:23    |
| 22 | "Hello"      | Ice Cube, MC Ren & Dr. Dre | 3:52    |